# Mariano I. Loza
Mariano I. Loza är en ort i Argentina.   Den ligger i provinsen Corrientes, i den nordöstra delen av landet, 600 km norr om huvudstaden Buenos Aires. Mariano I. Loza ligger 122 meter över havet och antalet invånare är 2 015.
Terrängen runt Mariano I. Loza är huvudsakligen platt. Mariano I. Loza ligger uppe på en höjd. Runt Mariano I. Loza är det mycket glesbefolkat, med 4 invånare per kvadratkilometer.. 
Trakten runt Mariano I. Loza består i huvudsak av gräsmarker.